# Yasin (rappare)
Yasin Abdullahi Mahamoud (född Omar), känd som Yasin Byn, YasinTheDon (eller bara Yasin), född 11 januari 1998 i Spånga församling i Stockholm, är en svensk-somalisk rappare och låtskrivare som vid flera tillfällen dömts för gängrelaterad brottslighet. Artistnamnet Yasin Byn anspelar på Yasins bakgrund i Rinkeby, som i folkmun kallas för Byn.

## Biografi
Mahamoud är uppvuxen i miljonprogramsområdet Rinkeby i nordvästra Stockholm tillsammans med fyra syskon och sin mor. Han har rötter i Somalia.
Mahamouds hiphopkarriär började när han tillsammans med sina barndomsvänner (bland annat artisten JB) började spela in videor när han rappade, något som ledde till att han var med och grundade hiphopkollektivet Byn Block Entertainment. 2016 övergick BBE, som endast innefattat artister från Rinkeby, i ett bredare samarbete över hela Järva, i form av det nya hiphopkollektivet Ghetto Superstars.
När Mahamoud kom ut ur fängelse år 2019 släppte han singeln DSGIS – Det som göms i snö. En vecka efter "DSGIS" kom singeln "XO" som gavs ut tillsammans med rapparen Dree Low från Husby och som placerade sig på första plats i Topp 50 Sverige på musiktjänsten Spotify.
Den 25 december 2019 gav Mahamoud ut sin debut-EP Handen under Mona Lisas kjol (PT:I). EP:n innehåller sex låtar, däribland de tidigare utgåvorna Det som göms i snö (DSGIS) och XO med Dree Low. Ett drygt halvår senare, den 23 maj 2020, kom Mahamouds debutalbum, 98.01.11, som bestod av tio låtar, varav en, "Workin", tidigare givits ut som singel. Albumet nådde förstaplats på Sverigetopplistans albumlista och behöll positionen i fyra veckor. Efter 21 veckor låg albumet på fjärde plats på Sverigetopplistans albumveckolista. Mahamouds nästa skiva gavs ut 5 oktober 2020 i och med albumet More To Life. Albumet består av 13 låtar och alla låtarna tog sig in på Topp 50 Sverige-listan på Spotify det första dygnet. Efter en och en halv vecka låg albumet etta på Sverigetopplistans albumveckolista. 
Mahamoud hade i mars 2021 närmare 1 000 000 lyssnare i månaden, och hans största hitlåt "Young & Heartless" hade spelats över 57 miljoner gånger på Spotify.
Den 13 november 2020 gav Mahamoud ut en låt tillsammans med Miriam Bryant som heter "Ge upp igen". Dagen efter låg låten etta på Spotifys Sverige Topp 50-lista med nästan 500 000 spelningar under 24 timmar. Låten hade i mars 2021 närmare 20 miljoner spelningar på Spotify.
Den 5 mars 2021 släpptes en 20 minuter lång dokumentärfilm om Mahamoud, med titeln See Me Shine. Filmen kunde ses från en webbplats , där den såldes för 25 kronor. Filmen, som utspelar sig under Mahamouds semester i Grekland, fick bra kritik.
Vid P3 Guld-galan i mars 2021 vann Mahamoud två priser, Årets hiphop/r’n’b och Årets artist, men kunde inte närvara på galan då han var häktad sedan januari 2021, misstänkt för stämpling till människorov. P3:s nominering av Yasin kritiserades av socialförsäkringsministern Ardalan Shekarabi (S), LO-ekonomen Torbjörn Hållö och tidigare socialförsäkringsministern Annika Strandhäll (S). Sveriges Radio meddelade via musikchef Anna-Karin Larsson efter att Mahamoud fälldes för kidnappningsförberedelser att han fick behålla sitt pris och att de tänkte fortsätta att spela hans musik i public service-radiokanalerna. En granskning gjord av Kulturnyheterna i SVT i mars 2023 visar dock att omedelbart efter gripandet i januari 2021 minskade antalet gånger som Yasins musik spelades på P3 dramatiskt.
År 2023 släpptes albumet Pistoler, poesi och sex producerat av Amr Badr. Albumet nådde en förstaplats på Sverigetopplistan, en plats som albumet höll från och till i totalt nio veckor.

## Kriminella handlingar och gängmedlemskap
Mahamoud har blivit dömd eller suttit häktad misstänkt för flera brott, har av polisen utpekats som en av de ledande medlemmarna i det kriminella nätverket Shottaz och har släktskap eller vänskapsrelationer med flera medlemmar.
I maj 2018 dömdes han till två år och tre månaders fängelse för grovt vapenbrott. I maj 2019 var Mahamoud intagen på anstalten Salberga, ett fängelse med säkerhetsklass 1. Där intervjuades han av Sveriges Radio P3 Souls programledare Mats Nileskär. Frigivningen, som enligt praxis skulle ha skett i november 2019, sköts fram 25 dagar på grund av att han hade misskött sig under tiden på anstalten.
På nyårsnatten 2019/2020 greps och häktades Mahamoud misstänkt för mord. I mars 2020 släpptes han ur häktet då misstankarna avskrivits. I november 2020 hävdade Mahamoud i en intervju med SVT Edit att han hade tagit sig ur det kriminella livet.
Den 31 december 2020 greps Mahamoud återigen och häktades misstänkt för stämpling till människorov av rapparen Einár, vilket enligt åklagaren skulle ha inträffat i april samma år. Den 14 juli 2021 dömde Södertörns tingsrätt Yasin till tio månaders fängelse för förberedelse till människorov. Mahamoud släpptes ur häktet den 28 december 2021 efter att ha avtjänat fem månader av straffet. Domen överklagades men fastställdes i Svea hovrätt i februari 2022.

## Familj
Mahamoud är kusin till de svenska artisterna 1.Cuz, K27, Cherrie och Imenella. Yasin har samarbetat med 1.Cuz på låten "I jakt på kaniner" som släpptes i augusti 2020, samt med Cherrie på låten ”123”, som släpptes i oktober samma år.
Under tiden i häktet blev Mahamoud far för första gången. I januari 2025 blev han far för andra gången. Han är sedan 2022 bosatt utomlands tillsammans med sin fru och sina två döttrar.

## Diskografi

### Studioalbum
- 2020 – 98.01.11, MadeNiggaMusic
- 2020 – More To Life, BRKN Records
- 2023 – Pistoler Poesi och Sex, GG
- 2025 – Lost tapes, GG

### EP-skivor
- 2016 – Allstars, Ghetto Superstars
- 2019 – Handen under Mona Lisas kjol (PT:1), MadeNiggaMusic
- 2021 – DEL TVÅ, BRKN Records
- 2022 – ep med e4an (med E4an), BRKN Records
- 2022 – six v's (med ORIO), BRKN Records
- 2023 – En paus från internet - del 1, Two Guns

## Utmärkelser
- 2021 - P3 Guld för årets artist, för sin samlade produktion.[31]
- 2021 - P3 Guld för årets hiphop/r'n'b, för sin samlade produktion.[31]